# Agnes de Poitiers (1052–1089)
Agnes de Poitiers sau Agnes de Aquitania (n. 1052 – d. 18 iunie 1089), aparținând Casei de Poitiers, a fost contesă de Savoia prin căsătoria cu Petru I de Savoia și probabil regină consoartă a Aragonului prin căsătoria cu regele Ramiro I.

## Biografie
Agnes a fost fiica lui Willhelm de Poitiers (despre care se presupune că este unul și același cu Wilhelm al VII-lea de Aquitania) și a soției acestuia, Ermesinda.

### Posibila căsătorie cu regele Ramiro I al Aragonului
Agnes a devenit un nume cunoscut în Casa de Poitiers după căsătoria lui Wilhelm al V-lea de Aquitania cu Agnes de Burgundia. Se știe că trei femei din Aquitania purtând numele Agnes s-au căsătorit cu monarhi iberici și se speculează că o a patra consoartă iberică purtând același nume ar fi provenit tot din Aquitania.
A doua soție a regelui Ramiro I al Aragonului a fost o anume Agnes care, datorită numelui ei („Agens de Aquitania”) se crede că ar fi fost originară din Aquitania. Paternitatea ei este încă disputată: tatăl ei a fost probabil Wilhelm al VI-lea al Aquitaniei sau fratele vitreg al acestuia, Wilhelm al VII-lea de Aquitania. Unii susțin că ducele Wilhelm al VI-lea a murit fără a avea copii și că, spre deosebire de Wilhelm al VII-lea, el ar fi fost fiul vitreg al lui Agnes de Burgundia, prin urmare, e mai puțin probabil ca fiica lui să poarte numele de Agnes. Pe de altă parte, orice copil al ducelui Wilhelm al VII-lea nu ar fi avut mai mult de șase ani la momentul căsătoriei lui Ramiro ceea ce poate explica faptul că regele Ramiro nu a avut copii din a doua sa căsătorie.
Ramiro I a murit la 8 mai 1063. După această dată Agnes nu este menționată documentar în Aragon. Deoarece Ramiro I a murit un an înainte ca Agnes, fiica lui Willhelm al VII-lea, să se căsătorească cu Petru I de Savoia, este plauzibil ca aceasta să fie una și aceeași persoană deși nicio dovadă directă nu atestă acest fapt.

### Căsătoria cu contele Petru I de Savoia
În 1064 Agnes s-a căsătorit cu Petru I de Savoia. Din această căsătorie au rezultat (probabil) trei copii:
- Alix (c. 1066 – după 13 martie 1110), căsătorită cu margraful Bonifaciu I del Vasto-Saluzzo (d. 1130);
- Agnes (c. 1066 – după 13 martie 1110), căsătorită cu Frederic de Montbéliard (d. 1091/1092), margraf de Susa; s-a călugărit după 1110;
- Berta (c. 1075 – înainte de 1111), fiică presupusă, căsătorită în 1097 cu regele Petru I al Aragonului și Navarei, rege al Pamplonei și conte de Sobrarbe și Ribagorza, nepotul lui Ramiro I (probabil căsătoria anterioară a mamei sale, Agnes, a oferit contextul politic pentru această uniune matrimonială).

Petru I a murit la 9 iulie 1078. Un document confirmă că Agnes, văduva contelui Petru, era încă în viață în iunie 1089.